# Lycodon mackinnoni
Espèce
Lycodon mackinnoni est une espèce de serpent de la famille des Colubridae.

## Répartition
Cette espèce est endémique d'Inde. Elle se rencontre dans l'ouest de l'Himalaya.

## Description
L'holotype de Lycodon mackinnoni mesure 343 mm .

## Étymologie
Cette espèce est nommée en l'honneur de Monsieur P. W. Mackinnon qui a collecté les premiers spécimens.

## Publication originale
- Wall, 1906 : A new Himalayan snake (Lycodon mackinnoni). Journal of the Bombay Natural History Society, vol. 17, p. 29-30 (texte intégral).